# Мавліханов Умяр Абдуллович
Умяр Абдуллович Мавліханов (рос. Умяр Абдуллович Мавлиханов, нар. 24 вересня 1937, Москва, СРСР — 14 липня 1999, Москва, Росія) — радянський фехтувальник на шаблях, дворазовий олімпійський чемпіон (1964 та 1968 роки) та бронзовий (1964 рік) призер Олімпійських ігор, триразовий чемпіон світу.

## Виступи на Олімпіадах
| Олімпіада   | Дисципліна          | Місце |
| ----------- | ------------------- | ----- |
| Рим 1960    | командна шабля      | 5     |
| Токіо 1964  | індивідуальна шабля | 3     |
| Токіо 1964  | командна шабля      | 1     |
| Мехіко 1968 | індивідуальна шабля | 7     |
| Мехіко 1968 | командна шабля      | 1     |